# Termístor

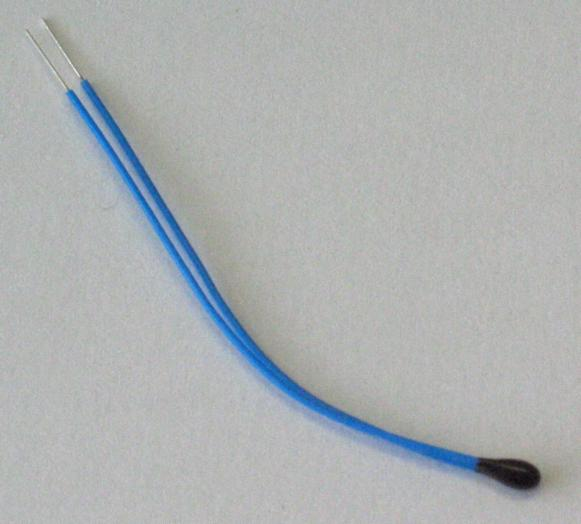
Termístor do tipo NTC

Termístor é um dispositivo semicondutor sensível à temperatura.
Existem basicamente dois tipos de termístores:
- NTC (do inglês Negative Temperature Coefficient) - termístores cujo coeficiente de variação de resistência com a temperatura é negativo: a resistência diminui com o aumento da temperatura.
- PTC (do inglês Positive Temperature Coefficient) - termístores cujo coeficiente de variação de resistência com a temperatura é positivo: a resistência aumenta com o aumento da temperatura.

Conforme a curva característica do termístor, o seu valor de resistência pode diminuir ou aumentar em maior ou menor grau em uma determinada faixa de temperatura. 
Assim alguns podem servir de proteção contra sobreaquecimento, limitando a corrente elétrica quando determinada temperatura é ultrapassada. Outra aplicação corrente, no caso a nível industrial, é a medição de temperatura (em motores, por exemplo), pois podemos com o termístor obter uma variação de uma grandeza elétrica em função da temperatura a que este se encontra.

## Efeito do auto-aquecimento
Quando uma corrente passa pelo termístor a temperatura aumenta e ele dissipa calor. Esse calor pode interferir na medição da temperatura e gerar erro na medição. A equação da potência dissipada pelo termístor é:
{\displaystyle P_{E}=IU\,}
Onde:
- {\displaystyle P_{E}} é a energia dissipada (em watt)

- {\displaystyle I} é a corrente elétrica que passa pelo termístor (em ampere)
- {\displaystyle U} é a diferença de potencial aplicada aos terminais do termístor (em volt)

Esta energia é convertida em calor e transferida para o ambiente. A taxa de transferência é descrita pela lei de resfriamento de Newton:
{\displaystyle P_{T}=K(T(R)-T_{0})\,}
Onde:
- {\displaystyle P_{T}} é a energia transferida (em watt)
- {\displaystyle K} é o fator de dissipação do termístor (em watt/grau Celsius)
- {\displaystyle T(R)} é a temperatura do termístor em função da sua resistência (em grau Celsius)
- {\displaystyle T_{0}} é a temperatura do meio (em grau Celsius)

A corrente através do termístor depende do circuito em que ele está ligado, se o termístor está sendo alimentado por uma fonte de tensão fixa a corrente pode ser determinada pela lei de Ohm:
- {\displaystyle I=U/R}

Como no equilíbrio * {\displaystyle P_{E}=P_{T}}, substituindo e resolvendo para {\displaystyle T_{0}}, obtém-se:
- {\displaystyle T_{0}=T(R)-{\frac {V^{2}}{KR}}\,}

A potência dissipada por um termístor é muito baixa para garantir um nível insignificantes de erro de medição de temperatura devido ao auto-aquecimento. Entretanto, algumas aplicações do termístor utilizam deste efeito como principio de funcionamento para manter a temperatura do termístor bem acima da temperatura ambiente de modo a detetar pequenas mudanças na condutividade térmica do ambiente. Podendo assim realizar a medição de fluxo de um líquido ou ar.

## Equação de Steinhart–Hart
A equação de Steinhart-Hart descreve a resistência de um dispositivo semicondutor numa dada temperatura:
{\displaystyle {1 \over T}=a+b\,\ln(R)+c\,(\ln(R))^{3}}
Onde:
- {\displaystyle T} é a temperatura (em kelvin)
- {\displaystyle R} é a resistência elétrica na temperatura T (em ohm)
- {\displaystyle A}, {\displaystyle B}, e {\displaystyle C} são os coeficientes de Steinhart–Hart que dependem do tipo de construção, material e margem de temperatura.

(Em teoria, a equação geral possui ainda um termo quadrático,{\displaystyle [\ln(R)]^{2}}, mas esse é frequentemente desconsiderado pois seu valor é muito menor que os outros coeficientes).

### Inversa de Steinhart-Hart
Para obter o valor da resistência do semicondutor em função da temperatura, deve-se usar o inverso da equação de Steinhart-Hart, com os mesmos coeficientes.
{\displaystyle R=\exp \left({\sqrt[{3}]{y-{x \over 2}}}-{\sqrt[{3}]{y+{x \over 2}}}\right),}
{\displaystyle {\begin{aligned}x&={\frac {1}{C}}\left(A-{\frac {1}{T}}\right),\\y&={\sqrt {\left({B \over 3C}\right)^{3}+\left({\frac {x}{2}}\right)^{2}}}.\end{aligned}}}

#### Coeficientes
Os coeficientes de Steinhart-Hart podem ser obtidos a partir de um sistema de três equações e três incógnitas, onde são utilizados três pontos de resistência e temperatura conhecidos.
{\displaystyle {\begin{bmatrix}1&\ln \left(R_{1}\right)&\ln \left(R_{1}\right)^{3}\\1&\ln \left(R_{2}\right)&\ln \left(R_{2}\right)^{3}\\1&\ln \left(R_{3}\right)&\ln \left(R_{3}\right)^{3}\end{bmatrix}}{\begin{bmatrix}A\\B\\C\end{bmatrix}}={\begin{bmatrix}{\frac {1}{T_{1}}}\\{\frac {1}{T_{2}}}\\{\frac {1}{T_{3}}}\end{bmatrix}}}

Com os valores de resistência de R1, R2 e R3 e as temperaturas T1, T2 e T3, pode-se expressar as constantes A, B e C como:
{\displaystyle {\begin{aligned}L_{1}&=\ln \left(R_{1}\right),\;L_{2}=\ln \left(R_{2}\right),\;L_{3}=\ln \left(R_{3}\right)\\Y_{1}&={\frac {1}{T_{1}}},\;Y_{2}={\frac {1}{T_{2}}},\;Y_{3}={\frac {1}{T_{3}}}\\\gamma _{2}&={\frac {Y_{2}-Y_{1}}{L_{2}-L_{1}}},\;\gamma _{3}={\frac {Y_{3}-Y_{1}}{L_{3}-L_{1}}}\\\Rightarrow C&=\left({\frac {\gamma _{3}-\gamma _{2}}{L_{3}-L_{2}}}\right)\left(L_{1}+L_{2}+L_{3}\right)^{-1}\\\Rightarrow B&=\gamma _{2}-C\left(L_{1}^{2}+L_{1}L_{2}+L_{2}^{2}\right)\\\Rightarrow A&=Y_{1}-\left(B+L_{1}^{2}C\right)L_{1}\end{aligned}}}